# Stiphodon julieni
Stiphodon julieni is een straalvinnige vissensoort uit de familie van de grondels (Gobiidae). De wetenschappelijke naam van de soort is voor het eerst geldig gepubliceerd in 2002 door Keith, Watson & Marquet.